# The Marketts
The Marketts (in den 1970er Jahren „The New Marketts“) waren eine US-amerikanische Surf-Band aus Los Angeles, Kalifornien, die zwischen 1961 und 1977 aktiv war. Mit dem Instrumentalstück Out of Limits erreichten sie 1964 Platz 3 der US-amerikanischen Billboardcharts.

## Biografie
Der Produzent Joe Saraceno, der Anfang der 60er Jahre bei „Liberty-Records“ tätig war und unter anderem Bands wie die Ventures produzierte, veröffentlichte unter dem Namen The Marketts vornehmlich Surf-Rock-Aufnahmen mit verschiedenen Studiomusikern. Zu den Hauptbeteiligten zählen u. a. Tommy Tedesco, Mike Gordon und Ben Benay (Gitarre), Mike Henderson (Saxophon), Gene Pello (Schlagzeug), Ray Pohlman (E-Bass) sowie Richard Hobriaco und später Tom Hensey (Klavier).
Bevor die Marketts durch den Surf-Hit Out of Limits bekannt wurden, hatte die Band schon zwei kleinere Erfolge mit den Singles Surfer's Stomp und Balboa Blue von 1962 zu verbuchen. Später  veröffentlichten sie auch Instrumental-Stücke, die dem Rock-, Space-Age-Pop- und Easy-Listening-Genre zugeordnet werden müssen. Die Band erreichte noch einmal Anfang 1966 die Top 20 der Billboardcharts mit dem Batman Theme.

## Diskografie

### Alben
- 1963: Marketts Take to Wheels
- 1963: The Surfing Scene
- 1964: Out Of Limits
- 1966: Batman Theme
- 1967: Sun Power
- 1977: Step On It

### Singles
- 1962: Stompede / Balboa Blue
- 1962: Stompin' Room Only / Canadian Sunset
- 1962: Balboa Blue / Surfer's Stomp
- 1963: Out of Limits / Bella Dalena
- 1965: Miamis Blue / Napoleon's Solo
- 1965: Ready, Steady, Go / Lady In The Cage
- 1977: Mary Hartman, Mary Hartman
- 1978: Theme From M.A.S.H. / The Whistle

### Erscheinungen auf Kompilationen
- 1982: Bustin' Surfboards
- 1986: The Sound Of Summer
- 1989: Surfin Hits
- 1990: All time Great Instrumentals Hits – Vol 02
- 1993: The Surf Set
- 1994: Rock Instrumental Classics Vol 2 - 60's
- 1997: Kahuna Classics
- 2002: Pulp Fiction BOF – Collector's Edition

## Mitglieder der Marketts
- Tommy Tedesco – Gitarre
- Mike Gordon – Gitarre
- Ben Benay – Gitarre
- Mike Henderson – Saxophon
- Gene Pello – Schlagzeug
- Ray Pohlman – Bass
- Richard Hobriaco – Klavier
- Tom Hensey – Klavier